# Lyctus simplex
Lyctus simplex är en skalbaggsart som beskrevs av Edmund Reitter 1879. Lyctus simplex ingår i släktet Lyctus och familjen kapuschongbaggar. Inga underarter finns listade i Catalogue of Life.

## Bildgalleri

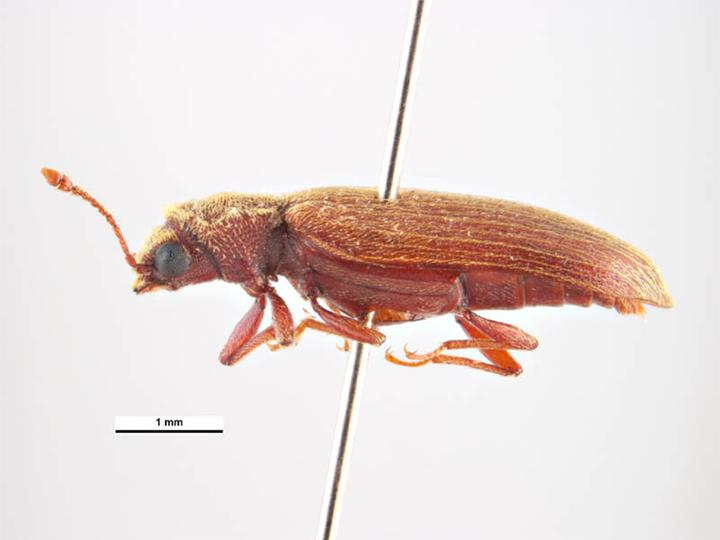